# Andre Mijatović
Andre Mijatović (Fiume, 3 dicembre 1979) è un allenatore di calcio ed ex calciatore croato, di ruolo difensore.

## Carriera

### Club
Ha iniziato la sua carriera professionistica nel 1998 entrando a far parte della prima squadra del Rijeka. Durante le cinque stagioni disputate con questo club ha segnato 3 reti nelle coppe internazionali e ha totalizzato anche 10 presenze con la maglia della nazionale Under-21 croata.
Il suo debutto con la rappresentativa Under-21 è avvenuta al Mondiale Under-20 del 1999 svoltosi in Nigeria, in cui ha giocato tutti i 90 minuti delle quattro partite disputate dalla sua squadra.
Mijatović ha poi lasciato Rijeka per approdare alla Dinamo Zagabria nell'estate del 2003: qui ha trascorso due stagioni vincendo la Coppa di Croazia nel 2004.
Nell'estate del 2005 è stato acquistato dal club tedesco di seconda divisione del Greuther Fürth. Al suo debutto con la nuova maglia, avvenuto il 6 agosto 2005 contro la Dynamo Dresda, venne espulso a seguito di una doppia ammonizione. In seguito diventerà titolare fisso della difesa totalizzando a fine stagione 30 presenze e un gol.
Nel luglio del 2007 è passato al club di Bundesliga dell'Arminia Bielefeld, in cui ha militato per tre anni prima di entrare nel 2010 nella rosa dell'Hertha Berlino, appena retrocesso in seconda divisione. Nominato capitano della squadra, Mijatović ha guidato i compagni alla vittoria del campionato, guadagnando così la promozione alla Bundesliga 2011-2012.

### Nazionale
Ha giocato nelle nazionali giovanili croate Under-20 ed Under-21.

## Statistiche

### Cronologia presenze e reti in nazionale
| Cronologia completa delle presenze e delle reti in nazionale ― Croazia under 21 | Cronologia completa delle presenze e delle reti in nazionale ― Croazia under 21 | Cronologia completa delle presenze e delle reti in nazionale ― Croazia under 21 | Cronologia completa delle presenze e delle reti in nazionale ― Croazia under 21 | Cronologia completa delle presenze e delle reti in nazionale ― Croazia under 21 | Cronologia completa delle presenze e delle reti in nazionale ― Croazia under 21 | Cronologia completa delle presenze e delle reti in nazionale ― Croazia under 21 | Cronologia completa delle presenze e delle reti in nazionale ― Croazia under 21 |
| Data                                                                            | Città                                                                           | In casa                                                                         | Risultato                                                                       | Ospiti                                                                          | Competizione                                                                    | Reti                                                                            | Note                                                                            |
| ------------------------------------------------------------------------------- | ------------------------------------------------------------------------------- | ------------------------------------------------------------------------------- | ------------------------------------------------------------------------------- | ------------------------------------------------------------------------------- | ------------------------------------------------------------------------------- | ------------------------------------------------------------------------------- | ------------------------------------------------------------------------------- |
| 28-4-1999                                                                       | Zagabria                                                                        | Croazia under 21                                                                | 1 – 0                                                                           | Italia under 21                                                                 | Amichevole                                                                      | -                                                                               |                                                                                 |
| 1-9-2000                                                                        | Charleroi                                                                       | Belgio under 21                                                                 | 2 – 1                                                                           | Croazia under 21                                                                | Qual. Europeo Under-21 2002                                                     | -                                                                               | 49’ 90+5’                                                                       |
| 10-10-2000                                                                      | Koprivnica                                                                      | Croazia under 21                                                                | 3 – 1                                                                           | Scozia under 21                                                                 | Qual. Europeo Under-21 2002                                                     | -                                                                               |                                                                                 |
| 23-3-2001                                                                       | Vinkovci                                                                        | Croazia under 21                                                                | 2 – 1                                                                           | Lettonia under 21                                                               | Qual. Europeo Under-21 2002                                                     | -                                                                               |                                                                                 |
| 24-4-2001                                                                       | Čakovec                                                                         | Croazia under 21                                                                | 2 – 2                                                                           | Grecia under 21                                                                 | Amichevole                                                                      | -                                                                               |                                                                                 |
| 5-6-2001                                                                        | Riga                                                                            | Lettonia under 21                                                               | 1 – 1                                                                           | Croazia under 21                                                                | Qual. Europeo Under-21 2002                                                     | -                                                                               |                                                                                 |
| Totale                                                                          |                                                                                 | Presenze                                                                        | 6                                                                               |                                                                                 | Reti                                                                            | 0                                                                               |                                                                                 |

## Palmarès

### Club

#### Competizioni nazionali
- Coppa di Croazia: 1

Dinamo Zagabria: 2003-2004
- Campionato tedesco di seconda divisione: 1

Ingolstadt 04: 2014-2015